# Glenea nudipennis
Glenea nudipennis là một loài bọ cánh cứng trong họ Cerambycidae.